# Inácio do Nascimento Morais Cardoso
Inácio do Nascimento Morais Cardoso (Murça, 20 dicembre 1811 – Lisbona, 23 febbraio 1883) è stato un cardinale e patriarca cattolico portoghese.

## Biografia
Era il figlio di Hipólito de Morais Cardoso, capitano maggiore di São Mamede de Ribauta, e di sua moglie Eufémia Joaquina.
Studiò teologia presso l'Università di Coimbra e fu ordinato sacerdote nel 1835.
Fu cappellano e confessore di Pietro V, re del Portogallo.
Il 28 settembre 1863 fu nominato vescovo di Faro, carica che tenne fino al 1871 allorché fu nominato patriarca di Lisbona.
Partecipò al Concilio Vaticano I. Papa Pio IX lo elevò al rango di cardinale nel concistoro del 22 dicembre 1873, con il titolo di cardinale presbitero dei Santi Nereo e Achilleo.
Partecipò al conclave del 1878 che elesse papa Leone XIII.
Morì a Lisbona il 23 febbraio 1883 all'età di 71 anni e la sua salma venne inumata nella cattedrale di Lisbona.

## Genealogia episcopale e successione apostolica
La genealogia episcopale è:
- Vescovo Jerónimo do Barco, O.F.M.Ref.
- Arcivescovo Vicente da Soledade e Castro, O.S.B.
- Cardinale Francisco de São Luiz Saraiva, O.S.B.
- Cardinale Guilherme Henriques de Carvalho
- Cardinale Manuel Bento Rodrigues da Silva
- Cardinale Inácio do Nascimento Morais Cardoso

La successione apostolica è:
- Cardinale Américo Ferreira dos Santos Silva (1871)
- Arcivescovo António José de Freitas Honorato (1873)